# Walter J. Mathews
Walter J. Mathews (* 2. Mai 1850 in Markesan, Wisconsin; † 20. November 1947 in Oakland, Kalifornien) war ein US-amerikanischer Architekt aus Oakland in Kalifornien. Seine bekanntesten Gebäude sind das Orpheum Theater in Los Angeles und die First Unitarian Church of Oakland.
Sein Vater, Julius C. Mathews, war ebenfalls ein Architekt. Die Mathews-Familie zog 1866 von Wisconsin nach Kalifornien, und Walter lernte zusammen mit seinen Brüdern im Büro seines Vaters das Architektenhandwerk. 1886 begann Walter J. Mathews in Oakland, selbständig zu arbeiten. Seine Projekte waren typisch für das späte 19. und frühe 20. Jahrhundert. Er war bis mindestens 1940 in Oakland beruflich aktiv.